# جوش ارين
جوش ارين (بالإنجليزية: Josh Warren)‏ هو ممثل أمريكي، ولد في 14 ديسمبر 1979 في الولايات المتحدة.

## أعمال

### أفلام
- (2012) مشكلة الرميات المنحنية[1][2]

## وصلات خارجية
- جوش ارين على موقع IMDb (الإنجليزية)
- جوش ارين على موقع قاعدة بيانات الفيلم (الإنجليزية)